# Побєдівська сільська рада
| Побєдівська сільська рада — колишній орган місцевого самоврядування у Новоайдарському районі Луганської області з адміністративним центром у с-щі Побєда. Історична дата утворення: в 1987 році. Сільській раді підпорядковані населені пункти: - с-ще Побєда - с. Чистопілля |

## Склад ради
Рада складається з 12 депутатів та голови.

### Керівний склад ради
| ПІБ                      | Основні відомості                                                                 | Дата обрання | Дата звільнення |
| ------------------------ | --------------------------------------------------------------------------------- | ------------ | --------------- |
| Мацай Олександр Іванович | Сільський голова, 1959 року народження, освіта, член Комуністичної партії України | 26.03.2006   | 31.10.2010      |
| Мацай Олександр Іванович | Сільський голова, 1959 року народження, освіта вища, безпартійний                 | 31.10.2010   |                 |

Примітка: таблиця складена за даними джерела